# Jasper (Alabama)
Jasper é uma cidade localizada no estado americano do Alabama, no Condado de Walker.

## Demografia
Segundo o censo americano de 2000, a sua população era de 14.052 habitantes.
Em 2006, foi estimada uma população de 14.117, um aumento de 65 (0.5%).

## Geografia
De acordo com o United States Census Bureau tem uma área de
69,6 km², dos quais 69,6 km² cobertos por terra e 0,0 km² cobertos por água. Jasper localiza-se a aproximadamente 106 m acima do nível do mar.

## Localidades na vizinhança
O diagrama seguinte representa as localidades num raio de 24 km ao redor de Jasper.